# جورج باتريك ويلش
جورج باتريك ويلش (بالإنجليزية: George Patrick Welch)‏ هو مؤرخ أمريكي، ولد في 1900، وتوفي في 1973.